# Teisen

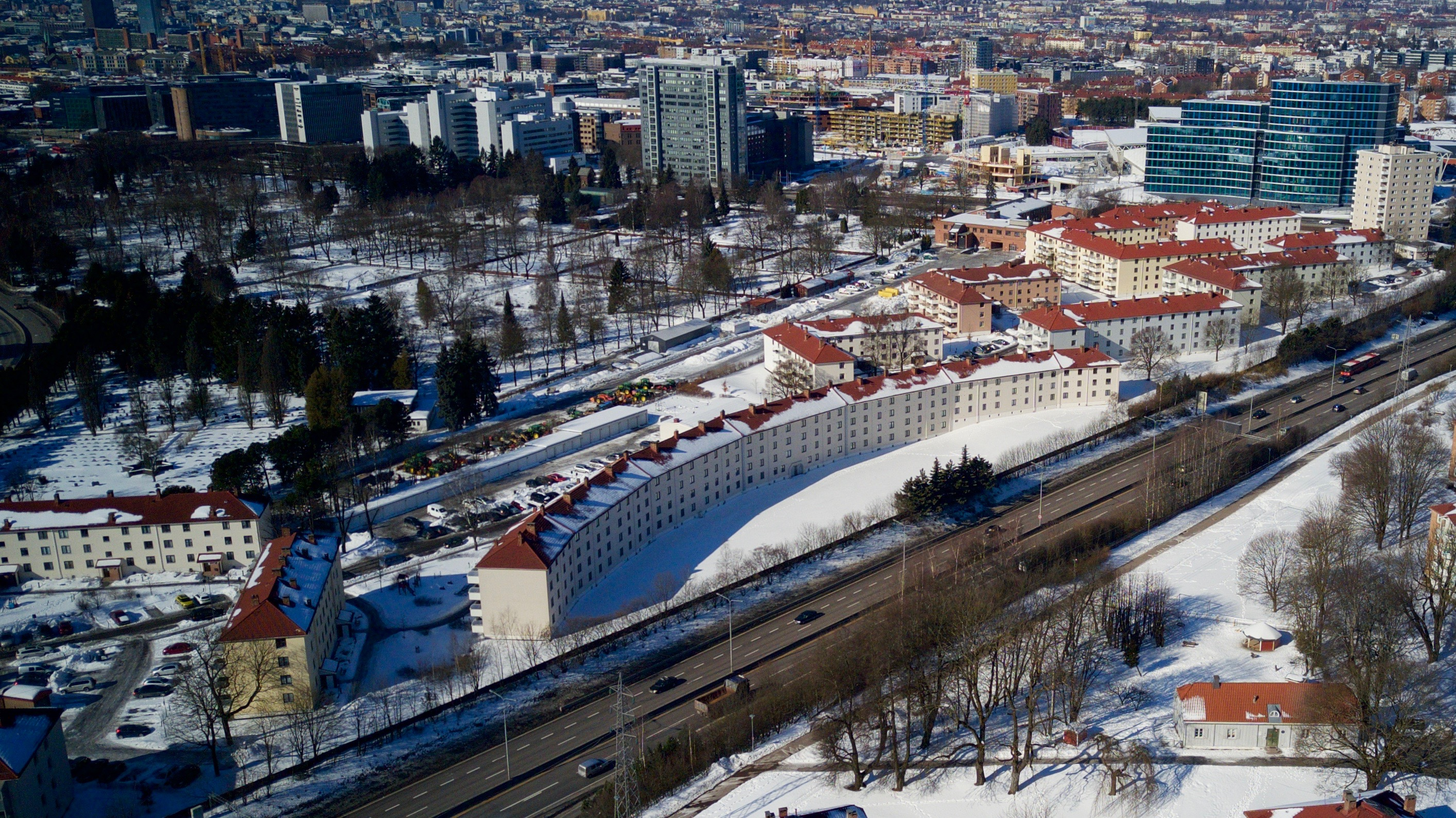
Luftbild von Teisen

Teisen ist ein Stadtviertel in der norwegischen Hauptstadt Oslo. Das Wohnviertel liegt im Stadtteil Alna in Groruddalen.

## Lage
Teisen liegt östlich des Osloer Stadtzentrums im Westen des Stadtteils Alna. Südlich von Teisen liegt das Industrie- und Wohnviertel Bryn. Im Osten grenzt Teisen an das Industrieviertel Alnabru. Im Norden und Nordwesten befinden sich die beiden Viertel Valle-Hovin und Ulven.

## Geschichte
Das Stadtviertel wurde nach dem Hof Teisen benannt. Im Jahr 1844 wurden in Teisen mehrere Silber- und Münzfunde gemacht, die möglicherweise aus den 960er-Jahren stammen. Das Ziegelwerk Teisen (Teisen Teglverk) produzierte bis ins Jahr 1883. Bevor das Stadtviertel ausgebaut wurde, wurde das Areal größtenteils landwirtschaftlich genutzt. Die erste Bebauung in der Gegend erfolgte Ende des 19. Jahrhunderts als Teil der Vorstadt Bryn. Im Jahr 1918 kaufte die Kommune Kristiania (heute Oslo) die Wiesen der Region auf. Von 1921 bis 1984 bestand eine weiterführende Schule in Teisen (Teisen videregående skole). In den 1950er-Jahren wurde nördlich des bis dahin bebauten Gebiets damit begonnen, Wohnblöcke zu errichten.

## Verkehr
Im Westen von Teisen verläuft die Europastraße 6 (E6). Die Straße bildet in diesem Abschnitt die äußerste der drei Ringstraßen Oslos, den auch große Ringstraße (Store Ringvei) genannten Ring 3.

## Name

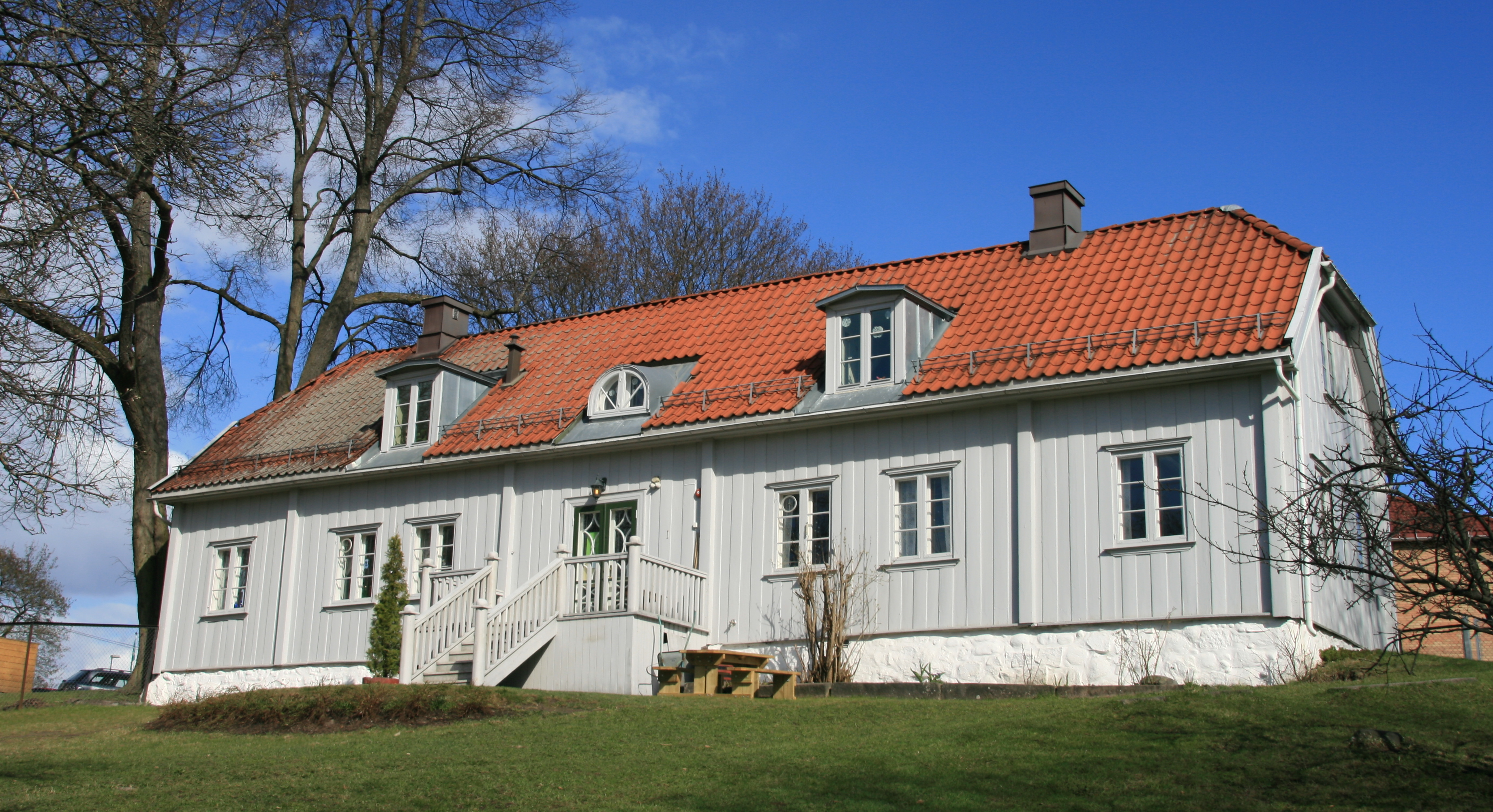
Hof Teisen

Der namensgebende Hof Teisen wurde im Jahr 1324 als Tesinn schriftlich erwähnt. Die letzte Silbe leitet sich von vin (deutsch Wiese) ab. Die Bedeutung der Vorsilbe ist nicht bekannt.